# Trichomacronema paniae
Trichomacronema paniae is een schietmot uit de familie Hydropsychidae. De soort komt voor in het Oriëntaals gebied.